# Mangong Wŏlmyŏn
Mangong Wŏlmyŏn (kor. 만공_월면 Mangong Weolmyeon; ur. 1872, zm. 1946) – koreański mistrz sŏn, jeden z odnowicieli koreańskiego sŏnu po okresie 500-letnich prześladowań.

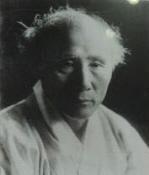
Mistrz Mangong

## Życiorys
Rozpoczął nowicjat jako dziecko (prawdopodobnie był sierotą) w Tonghak sa (klasztorze Tonghak) pod opieką mnicha Taeho. Od 13 roku życia praktykował w Ch'ŏngjang. Jego mnisim imieniem było Wŏlmyŏn. W klasztorze tym podejmował się najmniej wdzięcznych prac: rąbał drwa, gotował ryż, prał itp. W ogóle nie zajmował się pytaniami Czym jest sŏn? itd.
Pewnego dnia, gdy miał 21 lat, młodszy od niego mnich zapytał go 10 000 dharm powraca do Jednego; gdzie powraca Jedno? Wŏlmyŏn stanął przed czarną ścianą – nie potrafił nic powiedzieć. Po raz pierwszy zetknął się z hwadu. Od tego dnia cokolwiek robił, jego umysł wypełniony był tym hwadu. Jednak praca zajmowała mu tyle czasu, że opuścił klasztor i przeniósł się do Bonggok-sa. Jego mistrzem został Kyŏnghŏ Sŏngu.
W dwa lata później podczas chwasŏn (siedzenia w medytacji; chiń. zuochan) osiągnął stan niemyślenia (kor. munyŏm) Zniknęło nawet jego hwadu. Zamiast ściany, przed którą siedział, pojawiło się przed nim koło (irwonsang) symbolizujące jedność wszystkich rzeczy. Kontynuował praktykę aż do świtu, uderzył w dzwon i wyrecytował:
Jeśli chcesz poznać wszystkich buddów trzech czasów,
musisz zrozumieć, że wszelkie prawa są tworzone przez umysł.
W chwili uderzenia w dzwon osiągnął swoje pierwsze oświecenie.
Mistrz Kyŏngŏ przestrzegł go, że to nie jest jeszcze całkowite oświecenie i zadał mu jako praktykę słynne hwadu Mu mistrza chan Zhaozhou Congshena. Wŏlmyŏn utrzymując w umyśle swoje nowe hwadu rozpoczął wędrówki po różnych klasztorach.
W 1901 r. dotarł do Baegun-am (pustelni Baegun) na górze Yŏngch'uk w Yangsan w prow. Kyŏngsangnam. Z powodu monsunu nie mógł jej opuścić przez miesiąc więc przez cały czas praktykował chwasŏn. Pewnego dnia po usłyszeniu porannego dzwonu osiągnął oświecenie. Miał wtedy 30 lat. Oto jego wiersz oświecenia:
Prawdziwa natura pustej góry jest poza milionami lat w przeszłości i przyszłości.
Biała chmura, chłodny wiatr, przychodzą i odchodzą bez końca same z siebie.
Dlaczego Bodhidharma przybył do Chin?
Kogut pieje przed świtem i wtedy słońce wschodzi nad widnokręgiem.
W trzy lata później, po otrzymaniu przekazu Dharmy i imienia Dharmy Mangong, udał się na górę (kor. san) Tŏksung i wybudował tam w 1905 r. małą świątynię. Wkrótce też został mistrzem sŏn w małym ale starożytnym klasztorze Sudŏk na górze Tuk. Na górze tej, nie opuszczając jej, przebywał aż do samej śmierci z wyjątkiem trzech lat, które spędził w Diamentowych Górach.
Jego mocna Dharma przyciągała uczniów z całego kraju. Wkrótce było ich kilka tysięcy. Nie mogąc ich pomieścić we wszystkich świątyniach wokół Sudok sa, w 1930 r. wybudował Chŏnghye sa (klasztor Samādhi i Prajñi) oraz Kyŏnsŏng am dla mniszek, która jest dziś najważniejszym ośrodkiem praktyki dla mniszek w Korei. Z tego klasztoru wyszły tak wybitne mniszki jak jego długoletnia przełożona (opat) Iryŏp (1886–1971) oraz Myori Pŏphui (1887–1975) i Mansŏng (1897–1975).
Jako mistrz zasłynął z zaskakujących i niekonwencjonalnych działań, które miały ukazać ludziom ich własne przywiązania i przyzwyczajenia. Był także pionierem nauczania ludzi świeckich i mniszek. Nie dzielił uczniów według płci. Pŏphui była pierwszą kobietą, która otrzymała przekaz Dharmy i była porównywana z najlepszymi mistrzami sŏn.

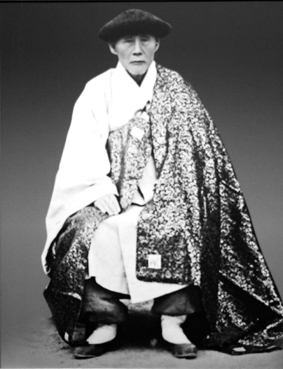
Mangong Wŏlmyŏn w 1940 r.

W czasie wojny stanął na czele buddyjskiego ruchu oporu przeciwko Japończykom. 11 marca 1937 r. Mangong wraz z 30 opatami spotkał się z gubernatorem japońskim Minamim Jiro. Spotkanie zmierzające do podporządkowania buddyzmu koreańskiego japońskim okupantom zakończył Mangong. W pewnym momencie wstał, uderzył kijem sŏn w stół gubernatora, ogłuszająco krzyknął Kal! i powiedział Wszechświat Ostatecznej Prawdy był pierwotnie czysty i pusty. Skąd zatem pojawiły się góry, rzeki i ziemia? Z jakiej przyczyny koreański buddyzm powinien podlegać buddyzmowi japońskiemu? Każda osoba, która zmusi mnichów do złamania ich wskazań pójdzie prosto do piekła.
Pod koniec życia wybudował dla siebie małą chatkę zwaną Chatką obracającą tarczą księżyca, gdzie mieszkał ze swym służącym mnichem. Pewnego dnia umył się, siadł w postawie medytacyjnej przed lustrem i rzekł do swojego odbicia Ten facet Mangong! Chociaż dzieliliśmy to miejsce razem przez ponad 70 lat, dziś jest to ostatni raz. Pracowałem ciężko i dobrze. Zaśmiał się i zmarł.
Jego epitafium brzmi Wszystkie trawy rosnące na tej górze są matką wszystkich buddów. Czy słyszysz? Na pagodzie jemu poświęconej (na drodze z Sudok sa do Chŏnghye sa) znajduje się napis Cały świat jest jednym kwiatem.
Mangong pozostawił po sobie 25 spadkobierców Dharmy, wśród których były cztery mniszki; byli to między innymi Powŏl, Kobong Kyŏnguk, Hyeam Chŏngang; Gŭmo, Ch’unsŏng, Pyŏkch'o, Wŏldam oraz wspomniane mniszki.
Nie pozostawił po sobie żadnych tekstów. Jego uczniowie spisali jego nauki i mowy Dharmy, które zostały następnie wydane.

## Nauki
Mistrz Mangong był typowym koreańskim mistrzem sŏn przykładającym olbrzymią wagę do prawdziwej praktyki sŏn. Jej istotą była konganowa metoda kanhwa (chiń. Kanhua chan) – obserwowania, introspekcji konganu bez spekulacji i nierozróżniającym umysłem (kor. musim). Zawsze używał hwadu Mu.
Mocno także naciskał na znalezienie swojego ja. Podkreślał Musisz znaleźć swoje ja. Budda podkreślał ideę braku ja – nie-ja. Uczeń więc musiał rozwiązać ten problem: jakie ja ma znaleźć a jakie ja ma porzucić. Co jest tym ja? Moja noga? Mój umysł?

## Linia przekazu Dharmy
Pierwsza liczba oznacza liczbę pokoleń mistrzów od 1 Patriarchy indyjskiego Mahakaśjapy.
Druga liczba oznacza liczbę pokoleń od 28/1 Bodhidharmy, 28 Patriarchy Indii i 1 Patriarchy Chin.
Trzecia liczba oznacza linię przekazu w Korei. Czwarta – początek linii przekazu w USA
- 63/36/7. Sŏsan Taesa (Chŏnghŏ Hyujŏng) (1520–1604)
  - 64/37/8. Soyo T’aehung
  - 64/37/8. Paegun Powan
  - 64/37/8. Noemuk Ch'oyong
  - 64/37/8. Pyokchon Uichon
  - 64/37/8. Samyŏng Yujŏng (Samyong Songun)(1544–1609)
  - 64/37/8. P’yŏnyang Ŏngi (1581–1644)
    - 65/38/9. P’ungdam Ŭisim (zm. 1665)
      - 66/39/10. Wŏldam Sŏlje (zm. 1704)
        - 67/40/11. Hwansŏng Chian (zm. 1729)
          - 68/41/12. Hoam Ch'ejŏng (zm. 1748)
            - 69/42/13. Ch'ŏngbong Kŏan
              - 70/43/14. Yulbong Ch'ŏnggo (zm. 1823)
                - 71/44/15. Kŭmhŏ Pŏpch'ŏm
                  - 72/45/16. Yongam Hyeŏn
                    - 73/46/17. Yŏnwol Pongyul
                      - 74/47/18. Manhwa Posŏn (zm. 1879)
                        - 75/48/19. Kyŏnghŏ Sŏng'u (1846–1912)
                          - 76/49/20. Suwŏl (1855–1928) nie pozostawił następców
                          - 76/49/20. Hyewŏl Haemyong (1861–1937)
                            - 77/50/21. Unbong Sŏngsu
                              - 78/51/22. Hyanggok Hyerim
                                - 79/52/23. Chinje Pŏpwon (ur. 1934)

                          - 76/49/20. Hanam Chungwŏn (1876–1951)
                          - 76/49/20. Mangong Wŏlmyŏn (1872–1946)
                            - 77/50/21. Hyeam Chŏngang
                            - 77/50/21. Powol
                              - 78/51/22. Kŭmo T’aejŏn (1896–1968)

                            - 77/50/21. Mansŏng (1897–1975) mistrzyni sŏn
                            - 77/50/21. Myori Pŏphui (1887–1975) mistrzyni sŏn
                              - 78/51/22. Songyong (1903–1994) mistrzyni sŏn

                            - 77/50/21. Haeam Hyŏnmu (1886–1985)
                            - 77/50/21. Paekcho (1893–1986)
                            - 77/50/21. Kobong Kyŏnguk (1890–1961)
                              - 78/51/22. Sungsan Haengwŏn (1927–2004)
                                - 79/52/23/1. Sŏnghyang (Barbara Rhodes) USA
                                - 79/52/23/1. Wubong (Jacob Perl) Niemcy, Korea
                                  - 80/53/24/2. Bonshim (Aleksandra Porter) Polska
                                  - 80/53/24/2. Ja An (Bogusława Malinowska) Polska/Wielka Brytania

                                - 79/52/23/1. Daebong Korea
                                - 79/52/23/1. Wukwang (Richard Shrobe) USA
                                - 79/52/23/1. Daekwang USA
                                  - 80/53/24/2. Bonyo (Grażyna Perl) Francja

                                - 79/52/23/1. Haekwang (Stanley Lombardo) USA
                                - 79/52/23/1. Bonhaeng (Mark Houghton) USA
                                - 79/52/23/1. Bonyŏn (Jane McLaughlin-Dobisz) USA
                                - 79/52/23/1. Bonsŏng (Jeff Kitzes) USA
                                - 79/52/23/1. Daekwan Hongkong mistrzyni sŏn
                                - 79/52/23/1. Daejin Korea
                                - 79/52/23/1. Chong Gak Shim Korea
                                - 79/52/23/1. Dae Sŏn Haeng Korea